# Publius Flavius Vegetius Renatus
Vegetius (4. század), teljes nevén Flavius Vegetius Renatus, azon kevés római hadászati írók egyike, kiknek művei fennmaradtak. 
384 és 395 között írta Epitome rei militaris című 4 könyves munkáját, amelyet Nagy Theodosius (vagy III. Valentinianus) császárnak ajánlott. Az első könyv az újoncozásról és az újoncok begyakorlásáról, a második a katonai fegyelemről, a harmadik a háborúról és a strategemákról, a negyedik az ostromlásról szól. Az mű jórészt Cato Censorius, Cornelius Celsus, Frontinus, Paternus és mások hadászati munkáinak kivonata. Bár önálló hadászati íróként Vegetius meglehetősen jelentéktelen, műve mégis, mivel az más források elvesztek, nélkülözhetetlen a római hadászati történetét illetően.